# Stadion Hasely Crawford
Stadion Hasely Crawford (eng. Hasely Crawford Stadium) je nogometni stadion koji se nalazi u Port of Spainu, glavnom gradu srednjoameričke otočne države Trinidad i Tobago. Stadion je izgrađen 1980. godine pod nazivom Nacionalni stadion (eng. National Stadium) (hrv. Nacionalni stadion) ali je 2001. preimenovan u čast Haselyja Crawforda. Riječ je o atletičaru s Trinidada i Tobaga koji je prvi u svojoj zemlji osvojio zlatnu olimpijsku medalju u utrci na 100 m na OI u Montrealu 1976.
Stadion je renoviran 2001., ima kapacitet od 27.000 mjesta a nogometni teren je od prirodne trave. Također, na ovom se stadionu odigravaju domaće utakmice čak triju nogometnih klubova - Defence Forcea, San Juan Jabloteha i Policea.
Od većih događaja koji su se održavali na ovome stadionu bili su finale svjetskog nogometnog prvenstva za igrače do 17 godina 2001. godine te utakmice svjetskog nogometnog prvenstva za djevojke do 17 godina 2011. godine.

## Vidjeti također
- Hasely Crawford